# 马鲛囊双吸虫
马鲛囊双吸虫（学名：Didymozoon scomberomori）为囊双科囊双吸虫属的动物。在中国大陆，分布于南海等海域，营寄生生活，宿主康氏马鲛。寄生部位口腔、颏部。该物种的模式产地在海南三亚。